# Czołg (film)
Czołg – amerykański film akcji z 1984 roku w reż. Marvina J. Chomsky'ego.

## Opis fabuły
Zack Carey jest sierżantem armii amerykańskiej z wieloletnim stażem służby. Właśnie otrzymał swój ostatni przed emeryturą przydział – do jednostki wojskowej w niedużym prowincjonalnym miasteczku stanu Georgia, dokąd przyjeżdża wraz z żoną LaDonną, synem Billym i własnym czołgiem. Pojazd ten, to weteran II wojny światowej – Sherman, który Carey kupił i remontował przez 15 lat. W miasteczku cywilną władzę sprawuje psychopatyczny i sadystyczny szeryf Buelton. Pewnego dnia Carey staje w barze w obronie prostytutki Sary, którą napastuje jeden z ludzi szeryfa – Baker. Dochodzi do bijatyki z której zwycięsko wychodzi Carey. Szeryf nie ma zamiaru puścić płazem pobicia swojego człowieka. Kiedy armia odmawia wydania sierżanta, podrzuca w miejscowej szkole synowi Careya narkotyki i aresztuje chłopaka za ich posiadanie. Zack nie chce konfliktu i próbuje załagodzić sprawę, przeprasza szeryfa za swój „wybryk” i proponuje łapówkę za wypuszczenie syna. Buelton zgadza się na 10 000 dolarów, jednak żona Careya samowolnie nasyła na szeryfa adwokata. Wszechwładny Buelton, który może dyktować warunki lokalnemu sędziemu (swojemu krewnemu), rozsierdzony postępowaniem żony Zacka, załatwia Billy'emu 3-letni wyrok na miejscowej farmie karnej. Zdesperowany Zack, rankiem wsiada na swój czołg, rozwala komisariat i uprowadza z farmy swojego syna. Nikt nie może go zatrzymać – czołg jest uzbrojony, a stary sierżant nie waha się przed użyciem jego armaty i karabinów maszynowych. Wraz z synem i Sarą próbuje się przedrzeć do sąsiedniego stanu, gdzie władza szeryfa nie sięga. Chce sprawiedliwego procesu dla syna. Jego żona rozpoczyna kampanię medialną w celu uzyskania przychylności gubernatora. Sam Zack, dzięki pomocy okolicznych mieszkańców, którzy całą sprawę znają z mediów, dociera w końcu nad granicę stanu. Tu jednak oczekuje go szeryf wraz ze swoimi ludźmi. Przy pomocy pancerzownicy, tuż przed linią graniczną, celnym strzałem udaje się im zatrzymać czołg. Wydaje się, że wszystko stracone – Billy zaczyna negocjować z szeryfem warunki poddania się. Jednak nieoczekiwanie, mieszkańcy sąsiedniego stanu wraz z samym gubernatorem przychodzą im z pomocą ściągając przy pomocy przerzuconej liny holowniczej i ciągnika czołg na swoją stronę.

## Główne role
- James Garner – sierż. Zack Carey
- Shirley Jones – LaDonna Carey (żona Zacka)
- C. Thomas Howell – Billy Carey (syn Zacka)
- Sandy Ward – generał, dowódca bazy
- Jenilee Harrison – prostytutka Sara
- James Cromwell – policjant Baker
- Dorian Harewood – dyżurny bazy
- G. D. Spradlin – szeryf Buelton
- John Hancock – szef kuchni
- Wallace Wilkinson – gubernator